# Zoltán Gál
Zoltán Gál (* 1. února 1950) je bývalý slovenský fotbalista, obránce.

## Fotbalová kariéra
V československé lize hrál v letech 1969-1971 za Inter Bratislava. Dále hrál i za Duklu Banská Bystrica a VP Frýdek-Místek.

## Ligová bilance
| Ročník                                   | Zápasy | Góly | Minuty | Klub             |
| ---------------------------------------- | ------ | ---- | ------ | ---------------- |
| 1. československá fotbalová liga 1969/70 | 5      | 0    | 450    | Inter Bratislava |
| 1. československá fotbalová liga 1970/71 | 3      | 0    | 270    | Inter Bratislava |
| CELKEM                                   | 8      | 0    | 720    |                  |